# Xiangang, Kaiping
Xiangang (kinesiska: 蚬冈) är en köping i sydöstra Kina. Den ligger i Kaiping i staden Jiangmen i provinsen Guangdong, omkring 120 kilometer sydväst om provinshuvudstaden Guangzhou. Antalet invånare är 13 280. Befolkningen består av 6 117 kvinnor och 7 163 män. Barn under 15 år utgör 11,0 %, vuxna 15-64 år 74 %, och äldre över 65 år 14,0 %.